# José Lima (football)
Pour les articles homonymes, voir José Lima (football) et Lima (homonymie).
Cet article possède un paronyme, voir José de Lima.
José Lima, de son nom complet José António Ramalho Lima, est un footballeur portugais né le 16 octobre 1966 à Lisbonne. Il évoluait au poste d'ailier gauche.

## Biographie

### En club
Formé au Sporting Portugal, il commence sa carrière en première division portugaise lors de la saison 1985-1986,,.
Le 12 mars 1989, il se met en évidence en inscrivant un doublé en championnat, lors de la réception du FC Penafiel (victoire 4-1).
Après huit saisons sous les couleurs des lions, il rejoint le Vitória Guimarães en 1992,,.
Il est transféré la saison suivante à l'Atlético CP, club qu'il représente jusqu'en 1997,. 
Il raccroche les crampons après deux saisons au sein du FC Alverca,.
Il dispute un total de 74 matchs pour sept buts marqués en première division portugaise,.  En compétitions européennes, il dispute six matchs pour aucun but marqué en Coupe UEFA.

### En équipe nationale
International portugais, il reçoit deux sélections en équipe du Portugal en 1989 dans le cadre des qualifications pour la Coupe du monde 1990.
Il dispute son premier match le 6 octobre 1989 contre la Tchécoslovaquie (défaite 1-2 à Prague).
Le 11 octobre, il joue contre le Luxembourg (victoire 3-0 à Sarrebruck).